# اندیس مکی۴
مکی۴ یک اندیس غیرفلزی است که در حوالی شهر چانف استان سیستان و بلوچستان قرار دارد و مادهٔ معدنی موجود در آن، تالک است.سنگ میزبان این اندیس آهک است  